# Odontobutidae
Gli Odontobutidae sono una famiglia di pesci ossei dell'ordine Gobiiformes, precedentemente inclusa nella famiglia Eleotridae.

## Distribuzione e habitat
Questi pesci sono limitati all'Estremo Oriente in Siberia, Cina, Corea, Giappone, Thailandia, Laos e Vietnam. Sono tutti pesci d'acqua dolce e di solito popolano acque calme e stagnanti.

## Descrizione
Assomigliano ai Gobiidae o agli Eleotridae ma hanno pinne ventrali separate. Di solito sono più tozzi dei Gobiidae. Non hanno linea laterale. Piccole dimensioni, di solito sotto i 10 cm.

## Riproduzione
Le uova vengono deposte in un nido e difese dal maschio.

## Tassonomia
Comprende i seguenti generi:
- Micropercops
- Neodontobutis
- Odontobutis
- Perccottus
- Sineleotris
- Terateleotris